# Detroit Shock 2006
La stagione 2006 delle Detroit Shock fu la 9ª nella WNBA per la franchigia.
Le Detroit Shock arrivarono seconde nella Eastern Conference con un record di 23-11. Nei play-off vinsero la semifinale di conference con le Indiana Fever (2-0), la finale di conference con le Connecticut Sun (2-1), vincendo poi il titolo WNBA battendo nella finale le Sacramento Monarchs (3-2).

## Roster
| N° | Naz.                   | Ruolo | Sportivo            | Anno | Alt. | Peso |
| -- | ---------------------- | ----- | ------------------- | ---- | ---- | ---- |
| 00 | Stati Uniti (bandiera) | C     | Ruth Riley          | 1979 | 196  | 88   |
| 5  | Stati Uniti (bandiera) | G     | Elaine Powell       | 1975 | 175  | 67   |
| 7  | Francia (bandiera)     | G     | Sabrina Palie       | 1981 | 170  | 72   |
| 11 | Stati Uniti (bandiera) | G     | Kedra Holland       | 1974 | 173  | 60   |
| 14 | Stati Uniti (bandiera) | GA    | Deanna Nolan        | 1979 | 178  | 73   |
| 21 | Stati Uniti (bandiera) | A     | Jacqueline Batteast | 1983 | 185  | 74   |
| 23 | Stati Uniti (bandiera) | A     | Plenette Pierson    | 1981 | 188  | 77   |
| 25 | Russia (bandiera)      | C     | Irina Osipova       | 1981 | 196  | 86   |
| 30 | Stati Uniti (bandiera) | G     | Katie Smith         | 1974 | 180  | 82   |
| 33 | Stati Uniti (bandiera) | G     | Angelina Williams   | 1983 | 183  | 68   |
| 32 | Stati Uniti (bandiera) | A     | Swin Cash           | 1979 | 188  | 73   |
| 35 | Stati Uniti (bandiera) | A     | Cheryl Ford         | 1981 | 191  | 87   |
| 45 | Stati Uniti (bandiera) | C     | Kara Braxton        | 1983 | 198  | 86   |

## Staff tecnico
- Allenatore: Bill Laimbeer
- Vice-allenatori: Rick Mahorn, Cheryl Reeve